# مجدي نعمة
مجدي مصطفى نعمة (بالإنجليزية: Majdi Nema)‏ إعلامي وسياسي سوري.

## النشأة
ولد مجدي نعمة في عام 1988. درس في ثانوية المتفوقين في إدلب، ثم دخل بالمعهد الطبي. بعد ذلك التحق بالخدمة العسكرية الإلزامية.

## العمل
تم اعتقاله عام 2010 لفترة في سجن "فلسطين" التابع للمخابرات السورية، وهناك التقى زهران علوش وكان عمر مجدي 21 سنة. وعندما بدأت الثورة السورية في آذار 2011 انشق عن جيش النظام السوري. ثم انضم إلى لواء الإسلام في مدينة دوما. وتم توظيفه بالمكتب الإعلامي بسبب اتقانه اللغة الإنجليزية ومهارته في اللغة العربية الفصيحة. ثم تولى منصب المتحدث باسم جيش الإسلام مستخدما اسما حركيا "إسلام علوش".
قررت قيادة جيش الإسلام في بداية 2013 نقل المكتب الإعلامي إلى تركيا لدواع أمنية. فغادر مجدي ريف دمشق في أيار 2013. وفي 2014 عين الجيش النقيب عبد الرحمن متحدثا باسمه بدلا من مجدي. وبعد استشهاده تم تعيين حمزة بيرقدار كمتحدث رسمي. فتوجه مجدي للدارسة ليلتحق بكلية العلوم السياسية في جامعة آيدن بإسطنبول في تشرين الأول 2015. وتخرج بدرجة امتياز بالمرتبة الثانية. وبعد مقتل قائد جيش الإسلام زهران علوش قدم مجدي استقالته بشكل رسمي في بيان نشره على حسابه.
وهنا أسس مع مجموعة من أصدقائه مركز بحثي اسمه طوران للأبحاث الاستراتيجية. واختاره بروفيسور في مدينة مارسيليا الفرنسية للمشاركة في بحث علمي. سافر مجدي لفرنسا، كباحث في معهد في معهد IREMEM بجامعة إيكس بمرسيليا وأقام ثلاثة أشهر، وقبل موعد عودته لإسطنبول بـ 5 أيام تم اعتقاله يوم 29-1-2020 ولا يزال معتقلا حتى الآن دون محاكمة.

## وصلات خارجية
- عائلة إسلام علوش تنتقد استمرار اعتقاله في فرنسا
- مداخلة الناشط أسامة أبو زيد حول قضية “مجدي نعمة” المعتقل في فرنسا
- تعذيب وإخفاء قسري.. هل يلاحق القضاء الفرنسي سوريًّا على جرائم ارتكبها في بلده؟
- مقابلة محامي مجدي نعمة "رافائيل كيمبف" مع قناة الجزيرة